# United States Deputy Attorney General
Der United States Deputy Attorney General, auf Deutsch etwa „Stellvertretender Generalstaatsanwalt der Vereinigten Staaten“, ist nach dem US-Justizminister, der „Attorney General of the United States“ genannt wird, der zweithöchste Beamte im Justizministerium der Vereinigten Staaten und Stellvertreter des Ministers. Der Deputy Attorney General wird vom US-Präsidenten ernannt. Die Position wurde 1950 von Attorney General J. Howard McGrath geschaffen. Zu den Aufgaben des Deputy Attorneys General zählt unter anderem die Koordinierung der Operationen der 93 United States Attorneys, denen er direkt vorgesetzt ist.

## Liste der Deputy Attorneys General
| Name                                      | Bild | Amtszeit                                  | unter Präsident                    |
| ----------------------------------------- | ---- | ----------------------------------------- | ---------------------------------- |
| Peyton Ford                               |      | 1950–1951                                 | Harry S. Truman                    |
| Augustus Devitt Vanech                    |      | 1951–1952                                 | Harry S. Truman                    |
| Rosser Lynn Malone Jr.                    |      | 1952 – 20. Januar 1953                    | Harry S. Truman                    |
| William Pierce Rogers                     |      | 20. Januar 1953 – 23. Oktober 1957        | Dwight D. Eisenhower               |
| Lawrence Edward Walsh                     |      | 29. Dezember 1957 – 20. Januar 1960       | Dwight D. Eisenhower               |
| Byron Raymond White                       |      | 20. Januar 1961 – 16. April 1962          | John F. Kennedy                    |
| Nicholas deBelleville Katzenbach          |      | 16. April 1962 – 28. Januar 1965          | John F. Kennedy, Lyndon B. Johnson |
| William Ramsey Clark                      |      | 28. Januar 1965 – 10. März 1967           | Lyndon B. Johnson                  |
| Warren Minor Christopher                  |      | 10. März 1967 – 20. Januar 1969           | Lyndon B. Johnson                  |
| Richard Gordon Kleindienst                |      | 20. Januar 1969 – 12. Juni 1972           | Richard Nixon                      |
| Ralph E. Erickson                         |      | 1972–1973                                 | Richard Nixon                      |
| Joseph Tyree Sneed III                    |      | 1973                                      | Richard Nixon                      |
| William Doyle Ruckelshaus                 |      | 9. Juli 1973 – 20. Oktober 1973           | Richard Nixon                      |
| Laurence Hirsch Silberman                 |      | 1974–1975                                 | Gerald Ford                        |
| Harold Russell Tyler Jr.                  |      | 6. April 1975 – 20. Januar 1977           | Gerald Ford                        |
| Peter Francis Flaherty                    |      | 12. April 1977 – 1978                     | Jimmy Carter                       |
| Benjamin Richard Civiletti                |      | 1978 – 16. August 1979                    | Jimmy Carter                       |
| Charles Byron Renfrew                     |      | 1980–1981                                 | Jimmy Carter                       |
| Edward Charles Schmults                   |      | 1981–1984                                 | Ronald Reagan                      |
| Carol Eggert Dinkins                      |      | 1984–1985                                 | Ronald Reagan                      |
| Delwen Lowell Jensen                      |      | 1985–1986                                 | Ronald Reagan                      |
| Arnold Irwin Burns                        |      | 1986–1988                                 | Ronald Reagan                      |
| Harold Graham Christensen                 |      | 1988–1989                                 | Ronald Reagan                      |
| Donald Belton Ayer                        |      | 1989 – Mai 1990                           | George Bush                        |
| William Pelham Barr                       |      | Mai 1990 – 26. November 1991              | George Bush                        |
| George James Terwilliger III              |      | 26. November 1991 – 20. Januar 1993       | George Bush                        |
| Philip Benjamin Heymann                   |      | 28. Mai 1993 – 17. März 1994              | Bill Clinton                       |
| Jamie Shona Gorelick                      |      | 17. März 1994 – Mai 1997                  | Bill Clinton                       |
| Eric Himpton Holder Jr.                   |      | 13. Juni 1997 – 20. Januar 2001           | Bill Clinton                       |
| Robert Swan Mueller III (kommissarisch)   |      | 20. Januar 2001 – 10. Mai 2001            | George W. Bush                     |
| Larry Dean Thompson                       |      | 10. Mai 2001 – 31. August 2003            | George W. Bush                     |
| James Brien Comey Jr.                     |      | 9. Dezember 2003 – 15. August 2005        | George W. Bush                     |
| Robert Davis McCallum Jr. (kommissarisch) |      | 15. August 2005 – 17. März 2006           | George W. Bush                     |
| Paul Joseph McNulty                       |      | 17. März 2006 – 26. Juli 2007             | George W. Bush                     |
| Craig S. Morford (kommissarisch)          |      | 26. Juli 2007 – 10. März 2008             | George W. Bush                     |
| Mark Robert Filip                         |      | 10. März 2008 – 20. Januar 2009           | George W. Bush                     |
| David William Ogden                       |      | 12. März 2009 – 5. Februar 2010           | Barack Obama                       |
| Gary Gage Grindler (kommissarisch)        |      | 5. Februar 2010 – 29. Dezember 2010       | Barack Obama                       |
| James Michael Cole                        |      | 29. Dezember 2010 – 8. Dezember 2015      | Barack Obama                       |
| Sally Caroline Yates                      |      | 10. Januar 2015 – 30. Januar 2017         | Barack Obama, Donald Trump         |
| Dana James Boente (kommissarisch)         |      | 9. Februar 2017 – 25. April 2017          | Donald Trump                       |
| Rod Jay Rosenstein                        |      | 26. April 2017 – 11. Mai 2019             | Donald Trump                       |
| Edward Casey O’Callaghan (kommissarisch)  |      | 13. Mai 2019 – 22. Mai 2019               | Donald Trump                       |
| Jeffrey Adam Rosen                        |      | 22. Mai 2019 – 23. Dezember 2020          | Donald Trump                       |
| Richard Donoghue                          |      | 24. Dezember 2020 – 20. Januar 2021       | Donald Trump                       |
| John P. Carlin (kommissarisch)            |      | seit dem 20. Januar 2021                  | Joe Biden                          |
| Lisa Monaco                               |      | nominiert; noch nicht vom Senat bestätigt | Joe Biden                          |